# Platja de Poo
La Platja de Poo, se situa en la meitat occidental del concejo de Llanes, Astúries, al costat de la localitat homònima. S'emmarca a les platges de la Costa oriental d'Astúries, també anomenada Costa Verda Asturiana i és considerada paisatge protegit, des del punt de vista mediambiental (per la seva vegetació). Per aquest motiu està integrada, segons informació del Ministeri d'Agricultura, Alimentació i Medi ambient, en el Paisatge Protegit de la Costa Oriental d'Astúries.

## Descripció
La platja s'estén al llarg d'uns 150 metres a l'interior d'un entrant del mar, cosa que fa que des de la platja aquest quedi fora de la vista.
La platja presenta forma d'ancorada envoltada d'abundant vegetació. A la platja s'accedeix fàcilment i compta amb diversos serveis com a dutxes, papereres, salvament, neteja i en el plànol de seguretat, disposa tant de senyalització de perill com d'equip d'auxili i salvament. Compta a més amb un aparcament, no vigilat, de més de 100 places.